# کریستین دل
کریستین دل (به آلمانی: Christian Dell)؛ (زادۀ ۲۴ فوریهٔ ۱۸۹۳ میلادی – درگذشتۀ ۱۸ ژوئیهٔ ۱۹۷۴ میلادی) طراح، و نقره‌کار اهل آلمان بود.

## زندگی‌نامه

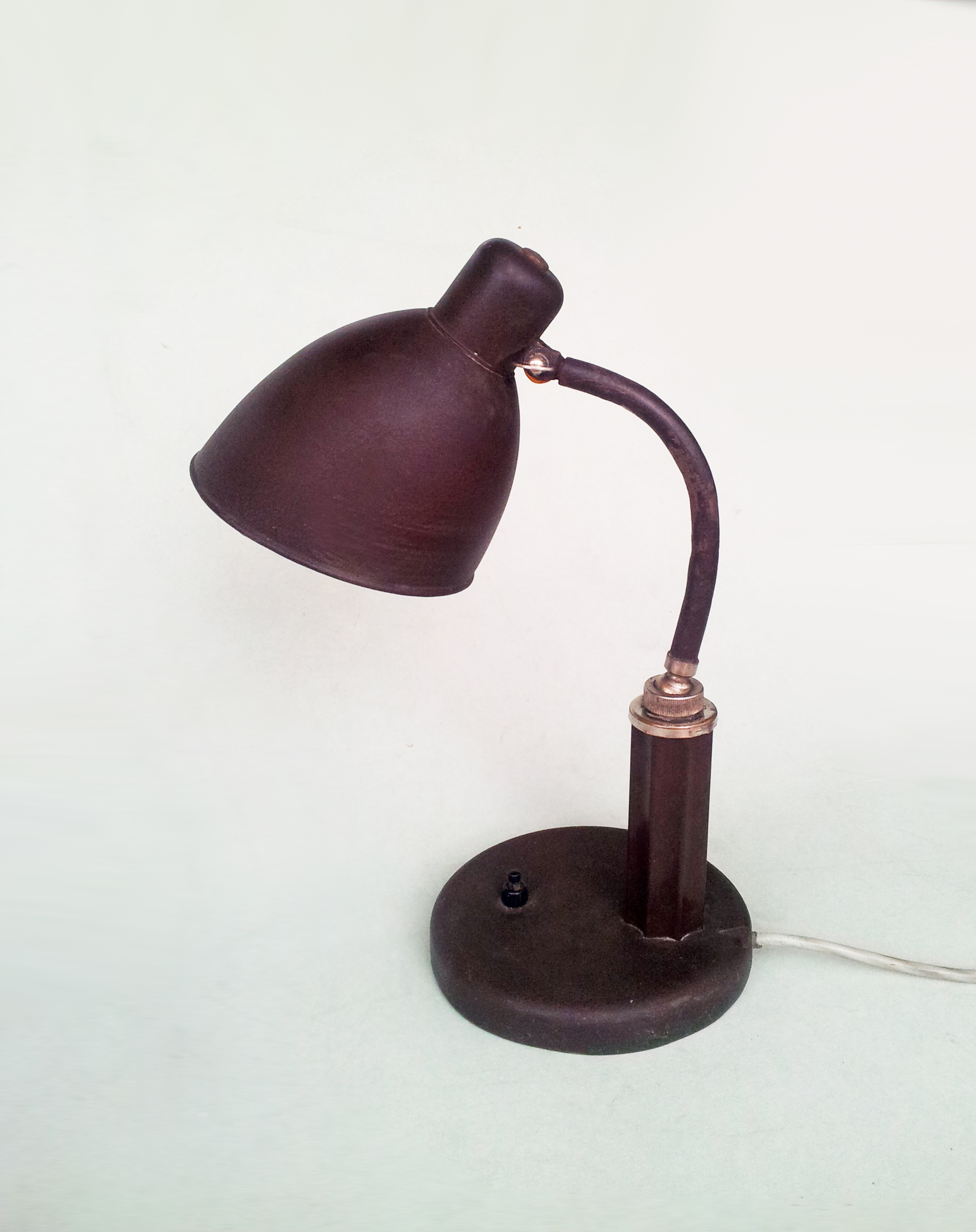
چراغ مولیتور گرافولوکس، از باکالیت که به رنگ چوب رنگ‌آمیزی شده است

دل در افنباخ آم ماین در هسن به دنیا آمد. از سال ۱۹۰۷ تا ۱۹۱۱ میلادی او تحصیلات آهنگری نقره را در آکادمی به پایان رساند. در سالهای ۱۳–۱۹۱۲ میلادی در کالج هنر و صنایع دستی ساکسون در وایمار تحصیل کرد. از سال ۱۹۲۲ تا ۱۹۲۵ میلادی به عنوان سرکارگر کارگاه فلزی در باوهاوس در وایمار کار کرد. در سال ۱۹۲۶ میلادی به مدرسۀ هنر فرانکفورت (مدرسۀ اشتدل) تغییر کرد. حزب نازی در سال ۱۹۳۳ میلادی به او اجازۀ اقامت در آنجا را نداد، اما والتر گروپیوس به او پیشنهاد شغلی در ایالات متحدۀ آمریکا داد. با این حال، دل تصمیم گرفت در آلمان بماند.
پس از جنگ جهانی دوم، دل به تولید اجناس نقره پرداخت و در سال ۱۹۴۸ میلادی یک جواهر فروشی در ویسبادن افتتاح کرد که تا سال ۱۹۵۵ میلادی آن را اداره کرد. او در سال ۱۹۷۴ میلادی در ویسبادن درگذشت.
در آغاز سال ۱۹۲۶ میلادی، دل چراغ‌ها را در ابتدا برای پروژۀ فرانکفورت جدید طراحی کرد. دل به عنوان یک طراح صنعتی اولیه و پیشگام در طراحی پلاستیک، از باکالیت و آمینوپلاستیک به عنوان مواد برای کارهای خود برای چراغ‌های کاربردی مولیتور در سال‌های ۳۰–۱۹۲۹ میلادی استفاده کرد. چراغ‌های کارخانۀ برادران کایزر و شرکت (آغاز به کار در نیهایم هوستن از ۱۹۳۴–۱۹۳۳ میلادی)، شناخته شده بودند؛ که در مقادیر زیادی تولید می‌شدند. برندِ کایزر آیدل و تولید لامپ‌ها، متعلق به شرکت طراحی دانمارکی فریتز هانسن است.

## کتابشناسی
- ماریون گوداو، برند پولستر: «لغت‌نامۀ دیزاین آلمان»، کلن، ۲۰۰۰ میلادی. شابک: ۳-۸۳۲۱-۴۴۲۹-۳.
- پیتر ام. اسمال، کلاوس استروو: «ایده کریستین دل» «کاتالوگ برای نمایشگاه در اشپارکاسه آرنسبرگ-زوندرن»، ۱۹۹۶ میلادی. شابک: ۳-۹۲۸۳۹۴-۱۳-۴.
- بیئاته آلیس هافمن: «کریستین دل. نقره‌ساز و طراح نور در قرن بیستم»، کاتالوگ نمایشگاه در موزهٔ هانائو، هانائو ۱۹۹۶ میلادی. شابک: ۳-۹۲۶۰۱۱-۳۲-۷.
- گونتر لاترمن: «باوهاوس بدون پلاستیک؟ - پلاستیک بدون باوهاوس؟» در: فرم+هدف، ۲۰۰۳ میلادی. یارگانگ (قدیمی)، ص. ۱۲۷–۱۱۰، شابک: ۳-۹۳۵۰۵۳-۰۳-۷.
- کلاوس وبر، بایگانی باوهاوس: «کارگاه فلزی در باوهاوس»، برلین، ۱۹۹۲ میلادی. شابک: ۳-۸۹۱-۸۱۴۰۵-۴.